# Konserthus w Sztokholmie
Konserthus (szw Stockholms konserthus) – filharmonia znajdująca się w centrum Sztokholmu, stolicy Szwecji. Gmach znajduje się przy placu Hötorget.

## Architektura
Gmach filharmonii jest nordycką wersją greckiej świątyni i został zaprojektowany przez Ivara Tangboma. Wejście zdobi rzeźba Carla Millesa zatytułowana Grupa Orfeusza. Główną salę zbudowano w latach 1923–1926. 
Swoją siedzibę ma tutaj Szwedzka Królewska Orkiestra Filharmoniczna. W Konserthuset odbywa się także ceremonia wręczenia nagrody Nobla.
8 stycznia 1968 i dwukrotnie 9 stycznia 1969 wystąpił tu Jimi Hendrix.

## Wyposażenie

### Hol
Większość wystroju przedsionka (m.in. mozaiki i sztukaterie) została zaprojektowana przez Einara Forsetha. W głównym foyer stoją posągi Carla Millesa przedstawiające cztery Muzy: Erato, Polihymnię, Terpsychorę i Euterpe, które wcześniej stały na balkonach za podium w Sali Głównej aż do renowacji w latach 70. XX wieku. Szklane okucia i lustra zaprojektował Simon Gate i Edward Hald (huta szkła w Orrefors). Część opraw została wykonana ze szkła w niebieskawym odcieniu, aby stworzyć wrażenie światła dziennego. W dole balustrad prowadzących do Sali Głównej znajdują się niewielkie rzeźby Ansgara Almqvista. Na klatce schodowej umieszczono tkaniny Elsy Gullberg, które wcześniej znajdowały się w tylnej części podium w głównego holu. Autorami wszystkich sztukaterii w stropach i filarach oraz portretów kompozytorów nad drzwiami do Sali Głównej (Palestrina, Bach, Händel, Haydn, Mozart, Beethoven, Schubert, Schumann, Wagner, Bruckner, Brahms i Franck) są Nils Olsson i Robert Nilsson. Na pierwszym balkonie przy drzwiach do Sali Głównej znajdują się intarsjowane, pełne detali prace Ewalda Dahlskoga (m.in. historia instrumentów muzycznych). Kajsa Melanton stworzyła nowe chodniki (dywany) w holach wokół pierwszego balkonu. Inspirowały ją rozwiązania historyczne. Zaprojektowała ona też dywan w salonie Gustawa V oraz zasłony w promenadach, nazywane Tańczącymi Taburetami. Meble dla budynku wykonał Carl Malmsten.

### Sala Główna
Salę Główną zaprojektował Ivar Tengbom. Jest to otwarta przestrzeń otoczona kolumnami, której centralnym punktem jest scena zdobiona posągami Carla Millesa. Surowa, szaro-brązowa kolorystyka wnętrza przechodzi w żółte, coraz jaśniejsze odcienie wiodące ku białemu sufitowi (niebu), kontrastującemu z kasetonowym stropem drugiego balkonu i delikatnym blaskiem oświetlenia, zaaranżowanego, wraz z kapitelami kolumn, przez Ansgara Almquista. Zaprojektowane dla sali tekstylia stworzył Einar Forseth. Utkała je na miejscu tkalnia Elsy Gullberg w trakcie budowy. Z oryginałów pozostały jedynie fragmenty. Nowe elementy tekstylne sfinansowała fundacja Jacoba Wallenberga i księcia Carla Gustawa Åke Livstedta.
Generalny remont sali został przeprowadzony w latach 1971–1973. Nadzorował go Anders Tengbom, syn Ivara Tengboma. W Sali Głównej mieszczą się obecnie 1782 osoby rozmieszczone na parterze, pierwszym balkonie, chórze i drugim balkonie.
Nowe organy oddano do użytku w 1982. Instrument, składający się z 6100 piszczałek i 69 dźwięków, zajmuje całą ścianę nad chórem. Najdłuższa piszczałka organowa ma jedenaście metrów, a najkrótsza kilka milimetrów.

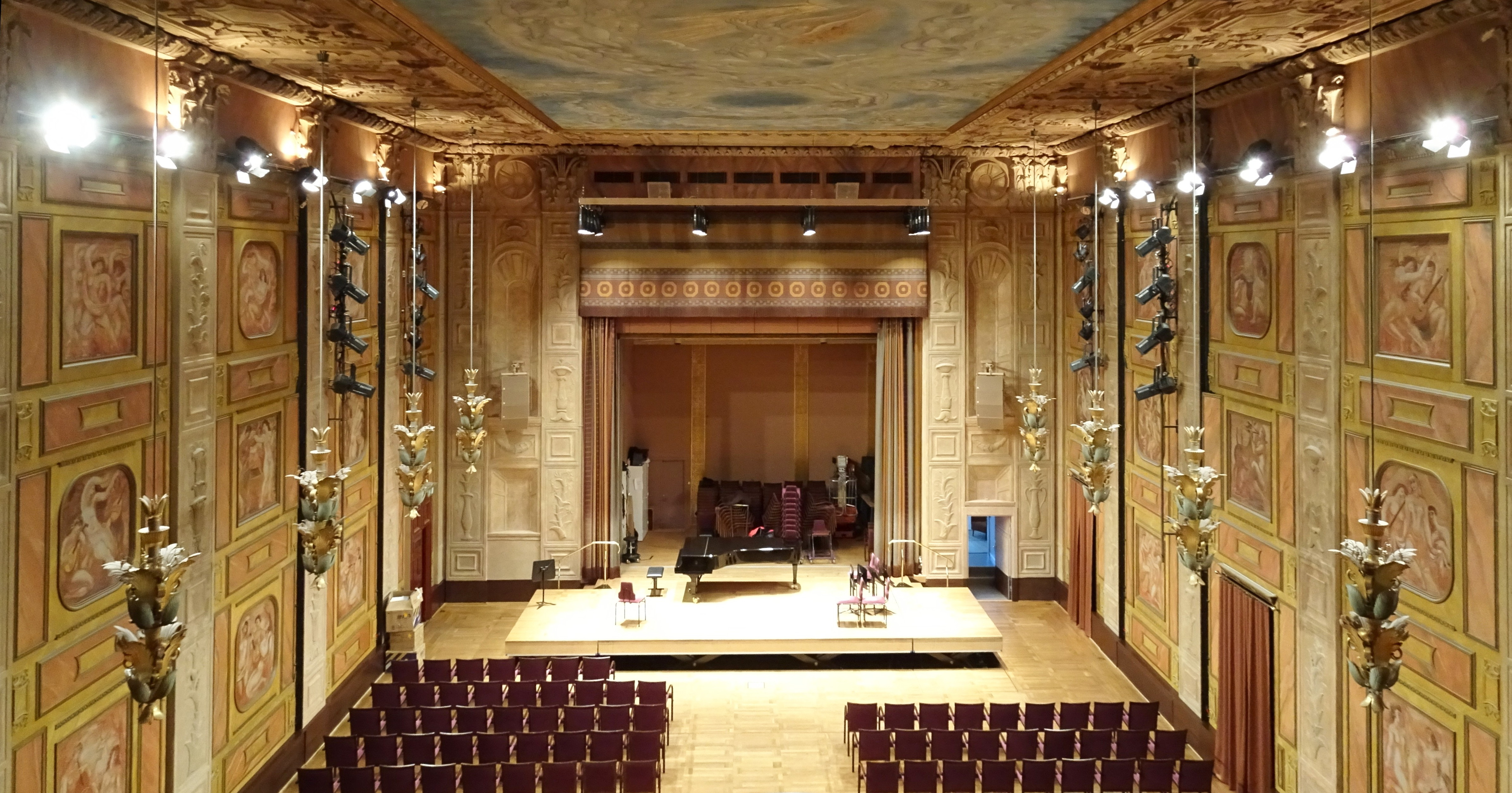
Sala Grünewalda

### Sala Grünewalda (Mała Aula)
Jest to sala kameralna na 460 osób. W 1926 ozdobił ją Izaak Grünewald w ciągu zaledwie sześciu miesięcy i było to jego pierwsze tego typu zlecenie. Inspirację czerpał z bogato zdobionych pomieszczeń włoskich renesansowych pałaców, których motywy nawiązywały do klasycznych mitów greckich i historii muzyki. Duży malowidło na suficie przedstawia Apolla, boga słońca i muzyki, chwytającego promienie słoneczne, które tworzą struny liry. Ściany podzielone są na odcinki pilastrami autorstwa Gustava Cederwalla. Lampy pozostają oryginalne i zostały zaprojektowane przez Roberta Hulta. Pierwotna kurtyna była dziełem Elsy Gullberg, zgodnym z wizją Tengboma, jednak uległa zużyciu i została zastąpiona nową, autorstwa Astrid Sampe. Sala przeszła generalny remont w 1994. W jej foyer znajduje się dywan (kopia oryginału z 1987) o powierzchni 76 m², zawierający scenę inspiracji Grünewalda kulturą minojską na Krecie.

### Aulin Auditorium
Jest to nowoczesna sala koncertowa, której nazwę wzięto od Tora Aulina, skrzypka, dyrygenta i kompozytora. Do 1993 odbywały się tu głównie próby. W 1994, po remoncie, otwarto salę na 154 osoby. Jest ona wykorzystywana głównie do seminariów, wykładów i eksperymentów scenicznych. Z przodu umieszczono popiersie Tora Aulina.

### Sala konferencyjna
Pomieszczenie zlokalizowane na trzecim piętrze, zaaranżowane w charakterystycznym niebieskim odcieniu, z dużym mahoniowym stołem zaprojektowanym przez Carla Malmstena. Przez 23 lata swoją siedzibę miał tu Johannes Norrby, dyrektor placówki. W tutejszym sejfie (za drzwiczkami pieca kaflowego) trzymano pieniądze na wynagrodzenia dla artystów występujących w obiekcie.